# إيتايبافا أرينا فونتي نوفا
ملعب باهيا آرينا (بالبرتغالية: Itaipava Arena Fonte Nova‏) ، هي ملعب رياضي لكرة القدم أنشئت لاستضافة نهائيات كأس العالم 2014. يتواجد الملعب في مدينة سالفادور (باهيا). وتم بناء الملعب في مكان الملعب القديم فونتي نوفا. واختير مجموعة من المهندسين المعماريين من براونشفايغ بألمانيا، أعادت تصميم أيضا ملعب هانوفر في الساحة القديمة لنهائيات كأس العالم 2006 بعد تقديم العطاءات فيه.
- كما أنه من الملاعب التي استضافت دورة الألعاب الصيفية 2016.

## صور

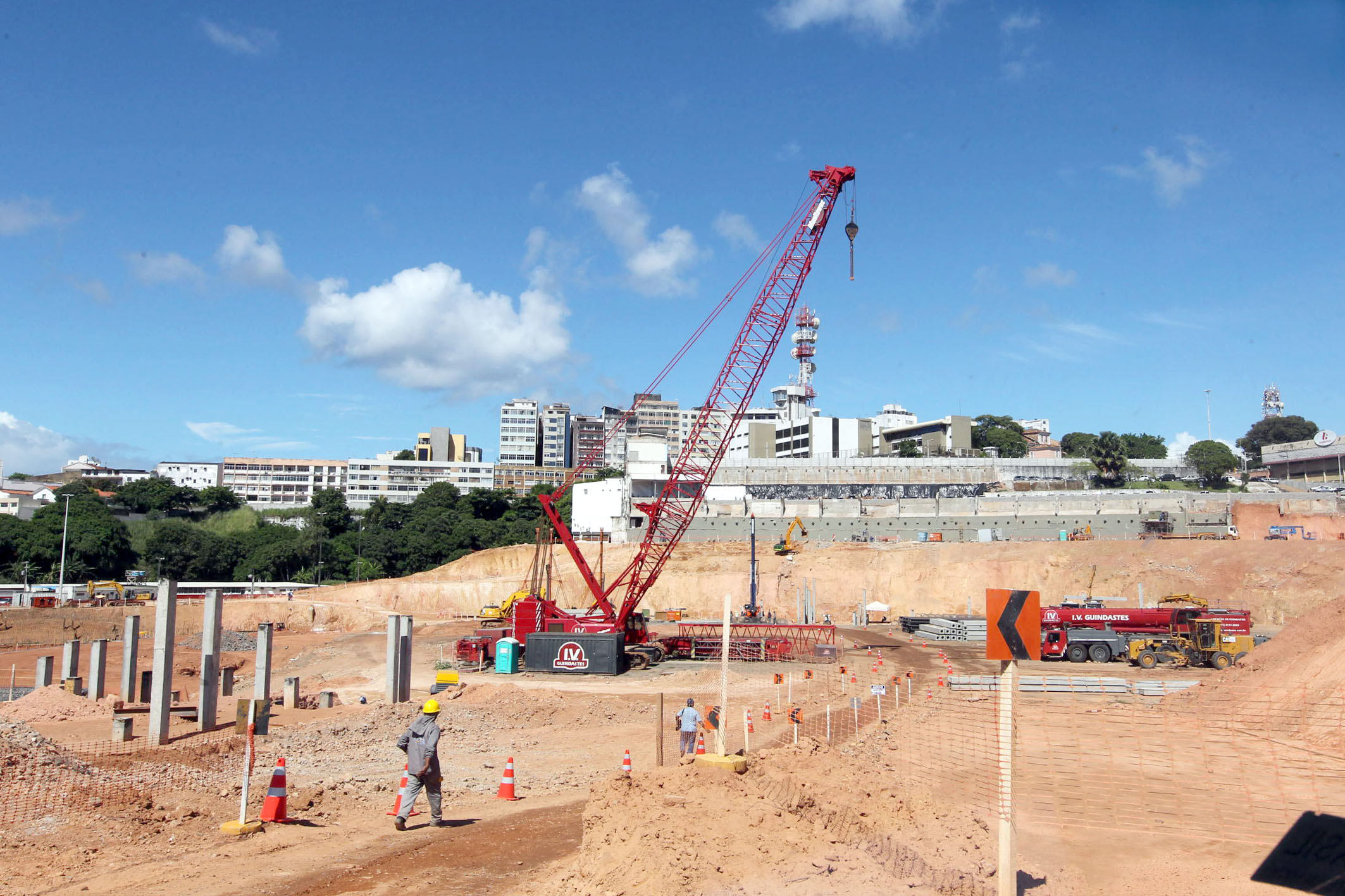
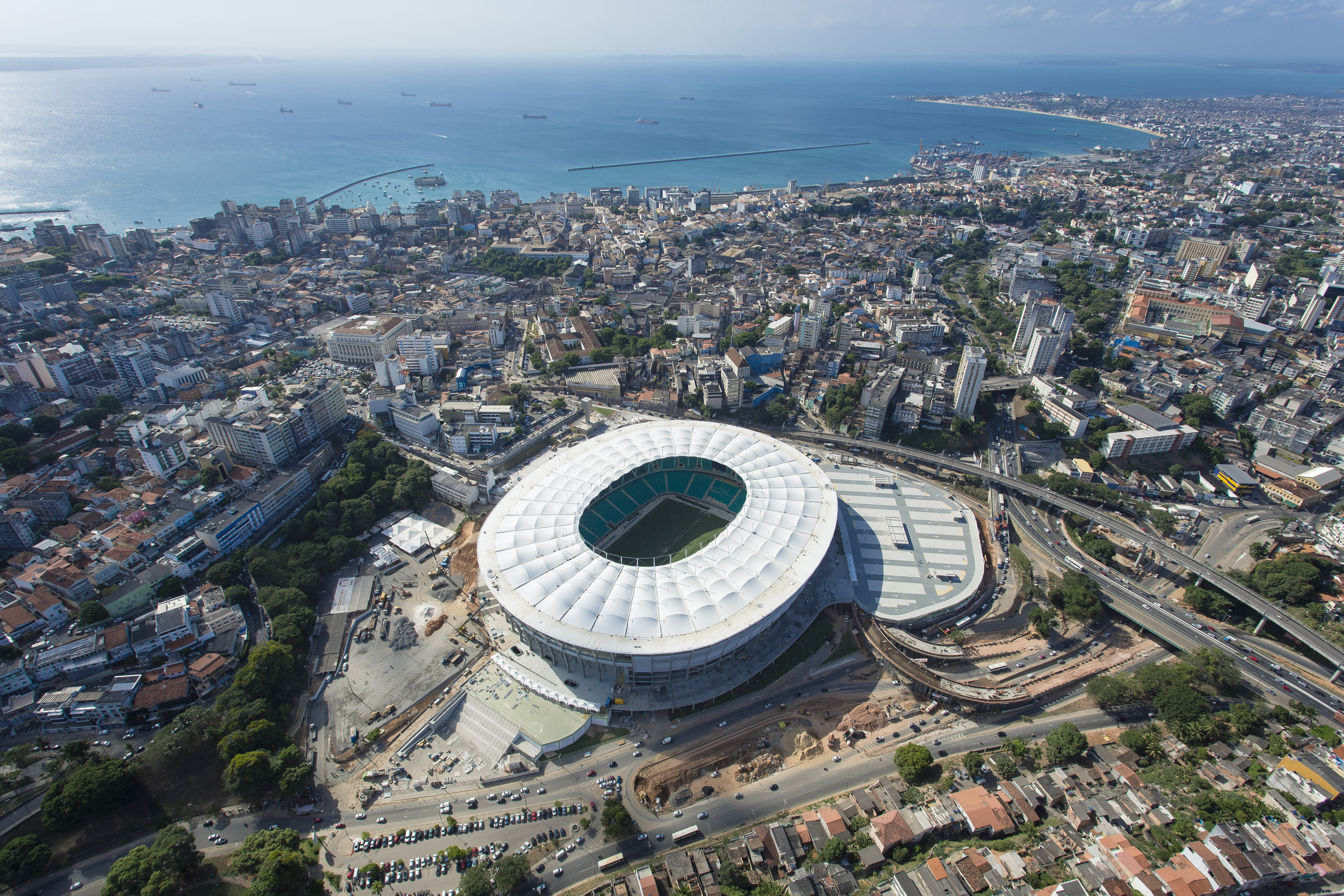
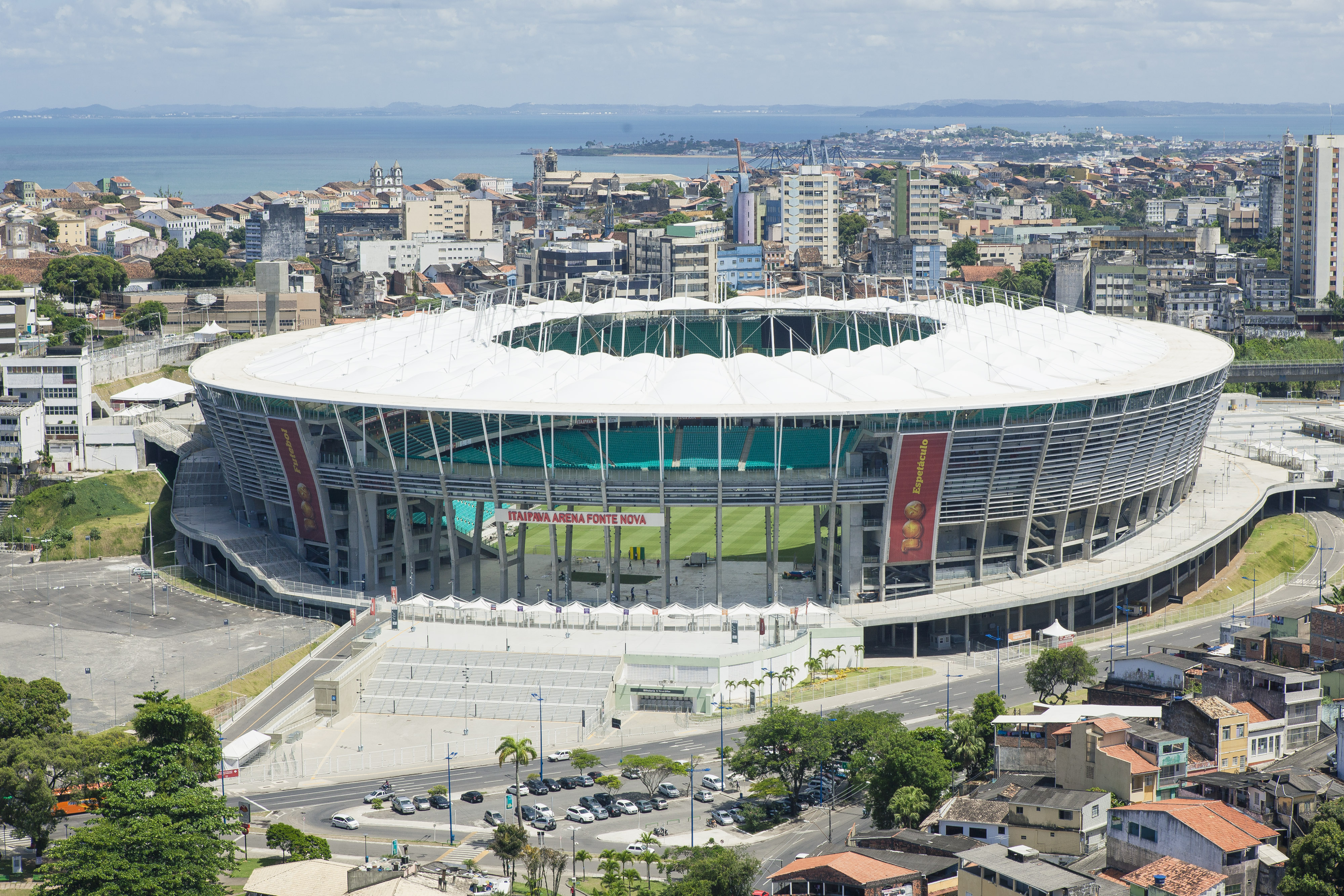
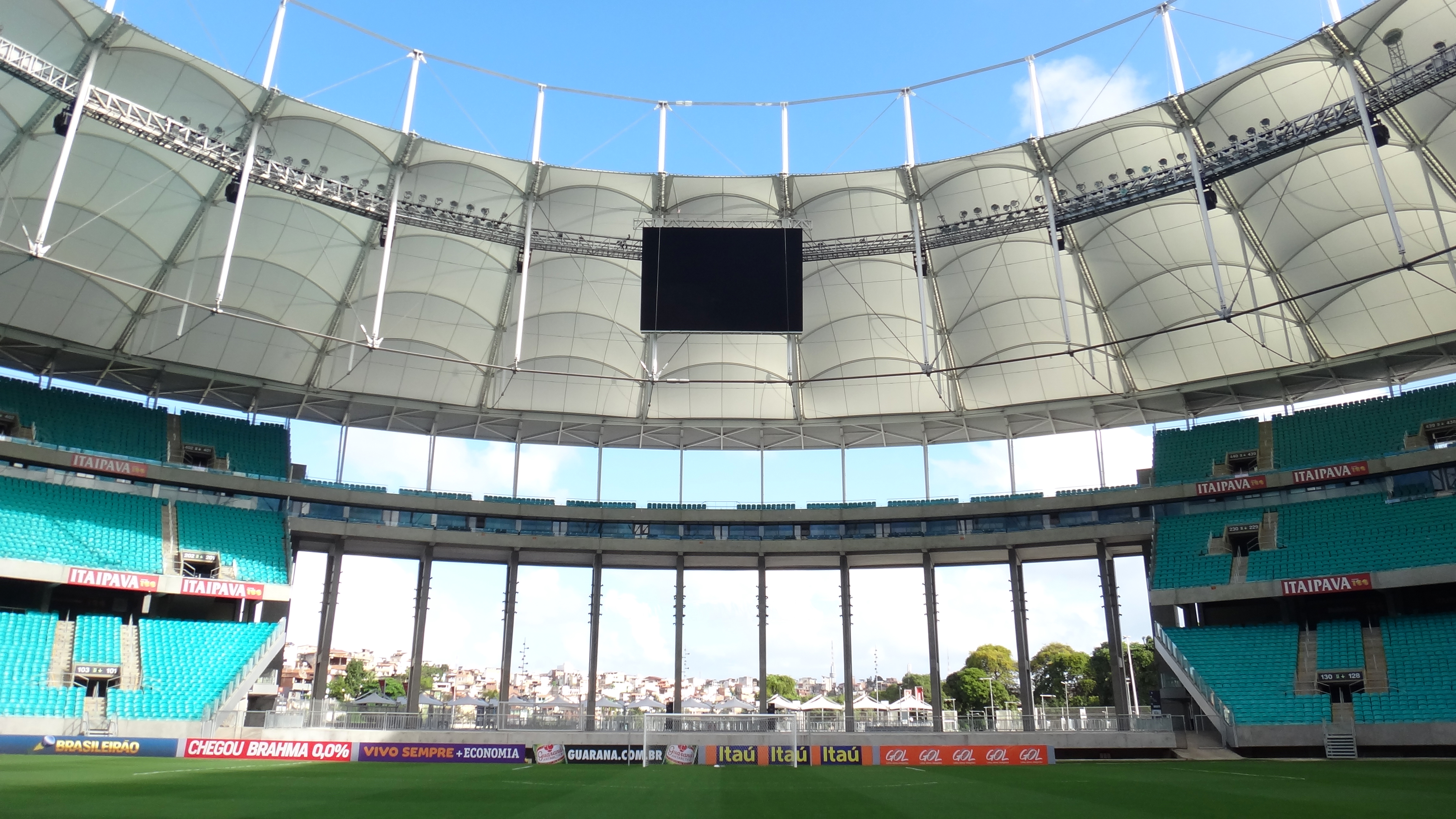
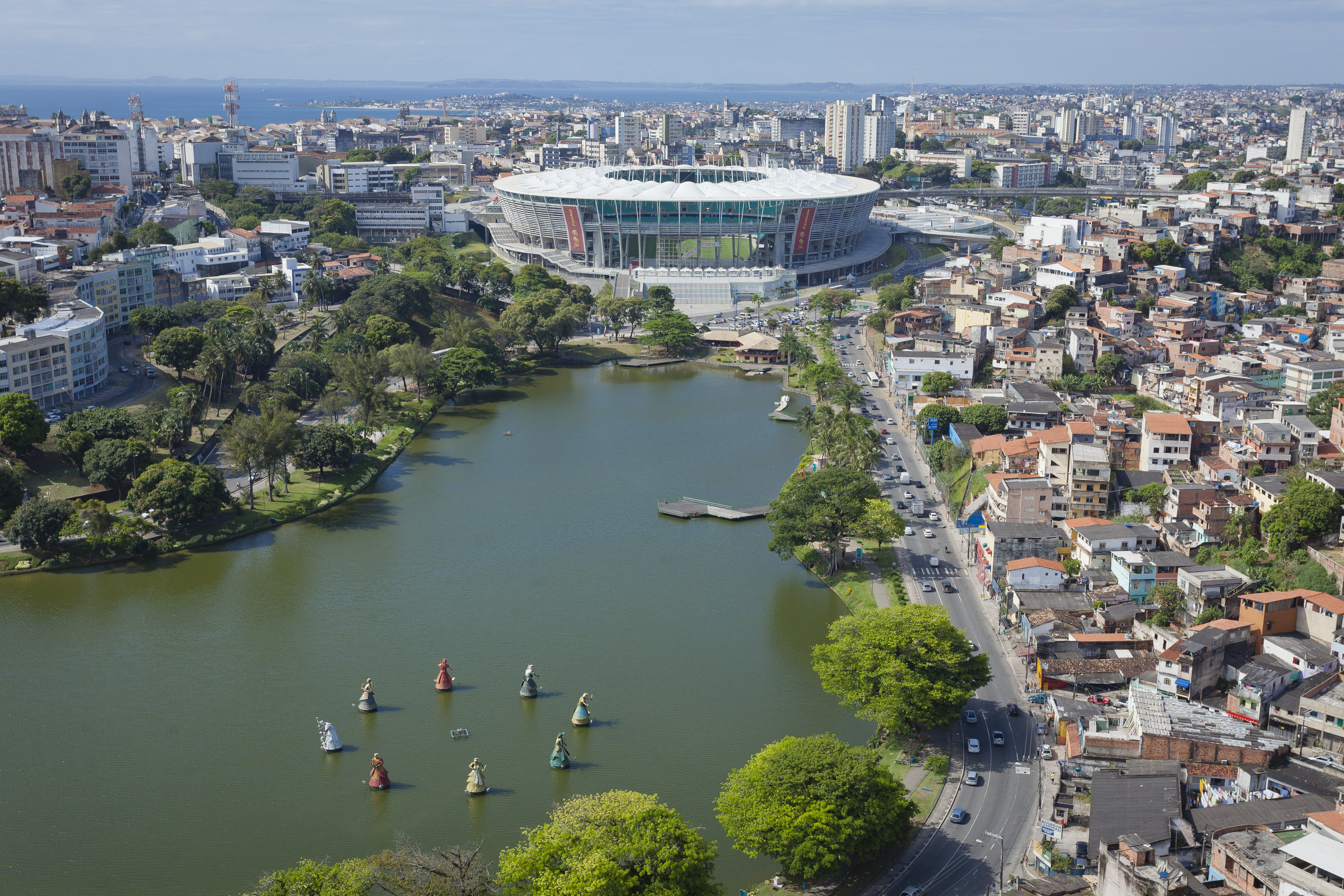
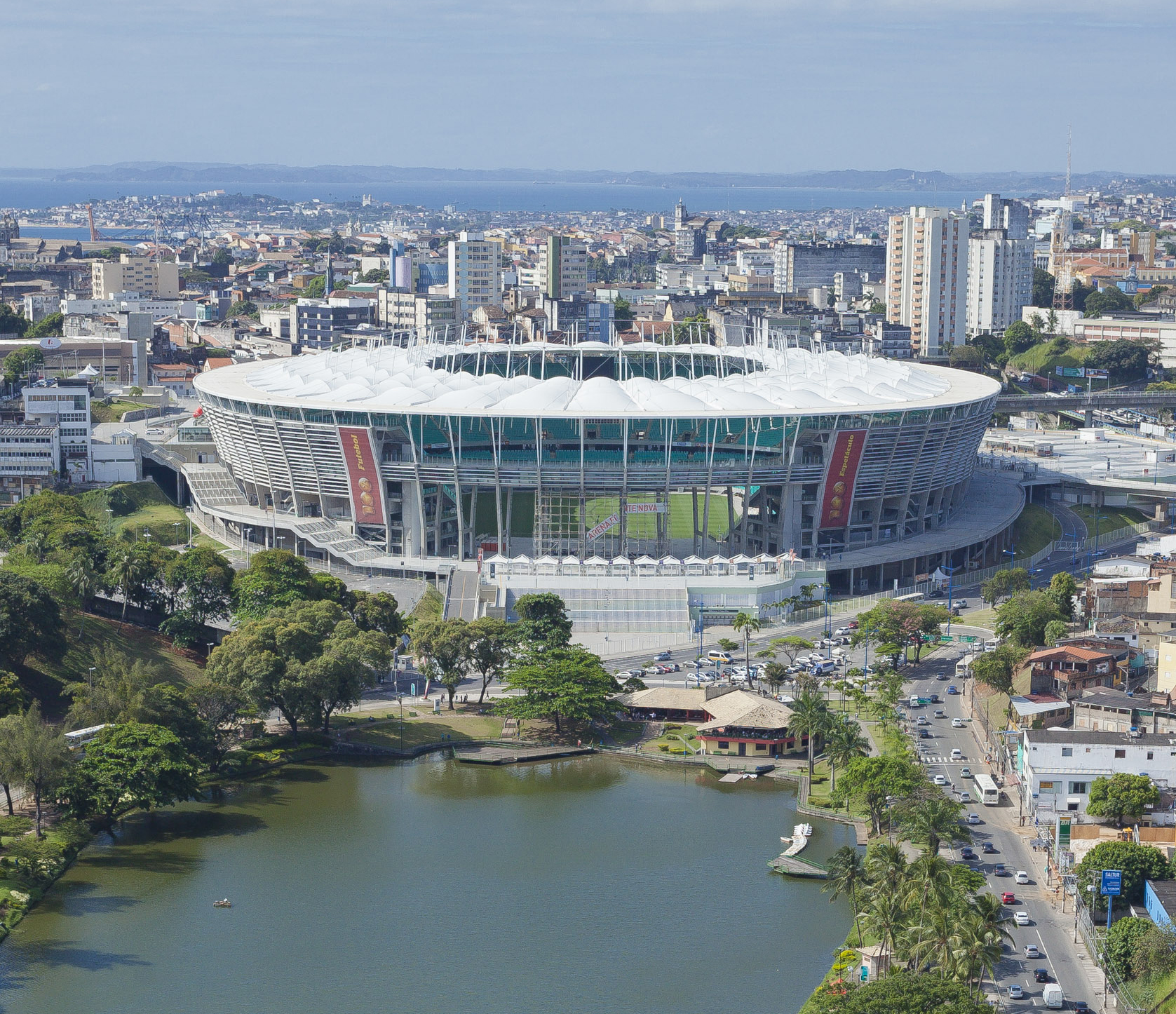
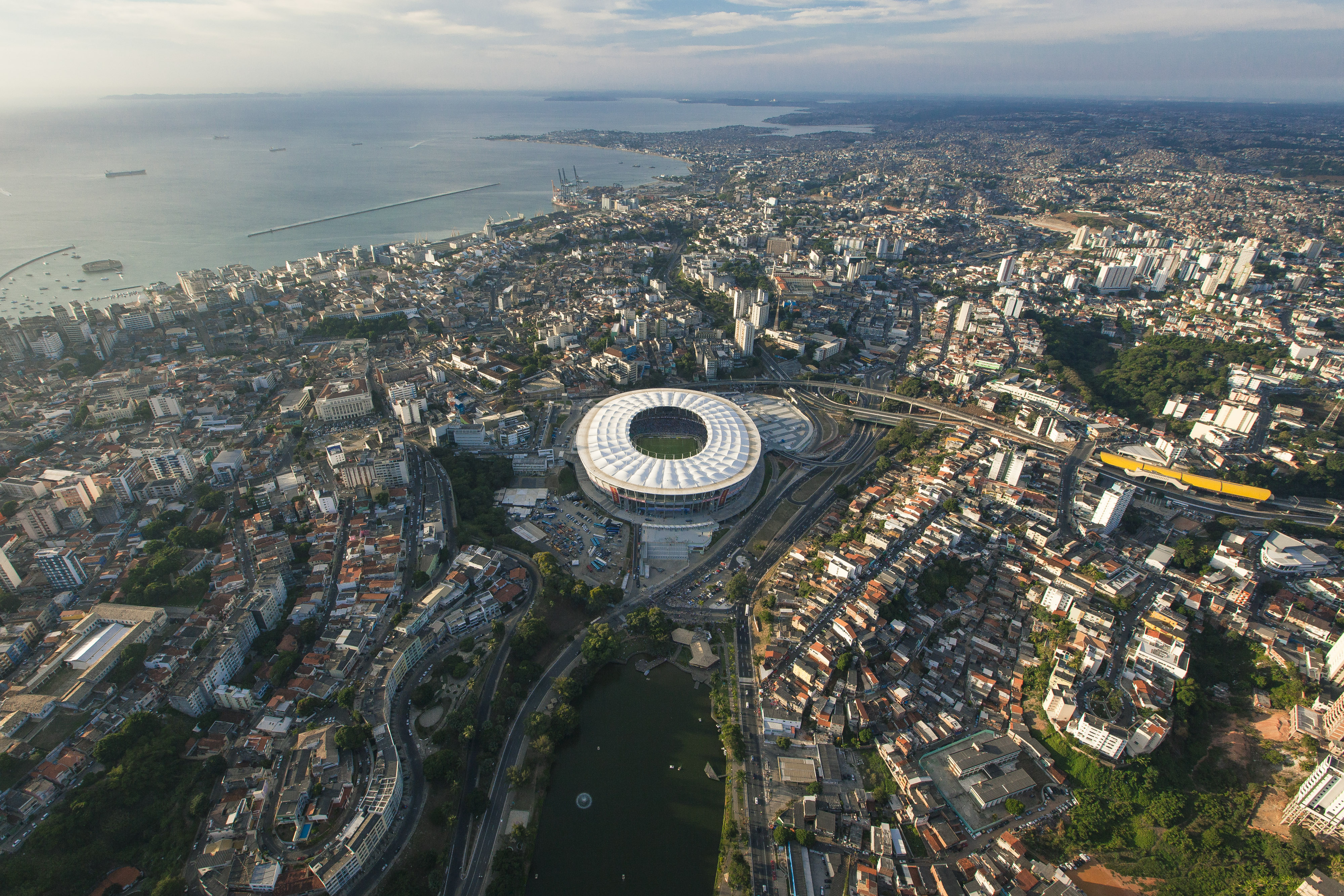
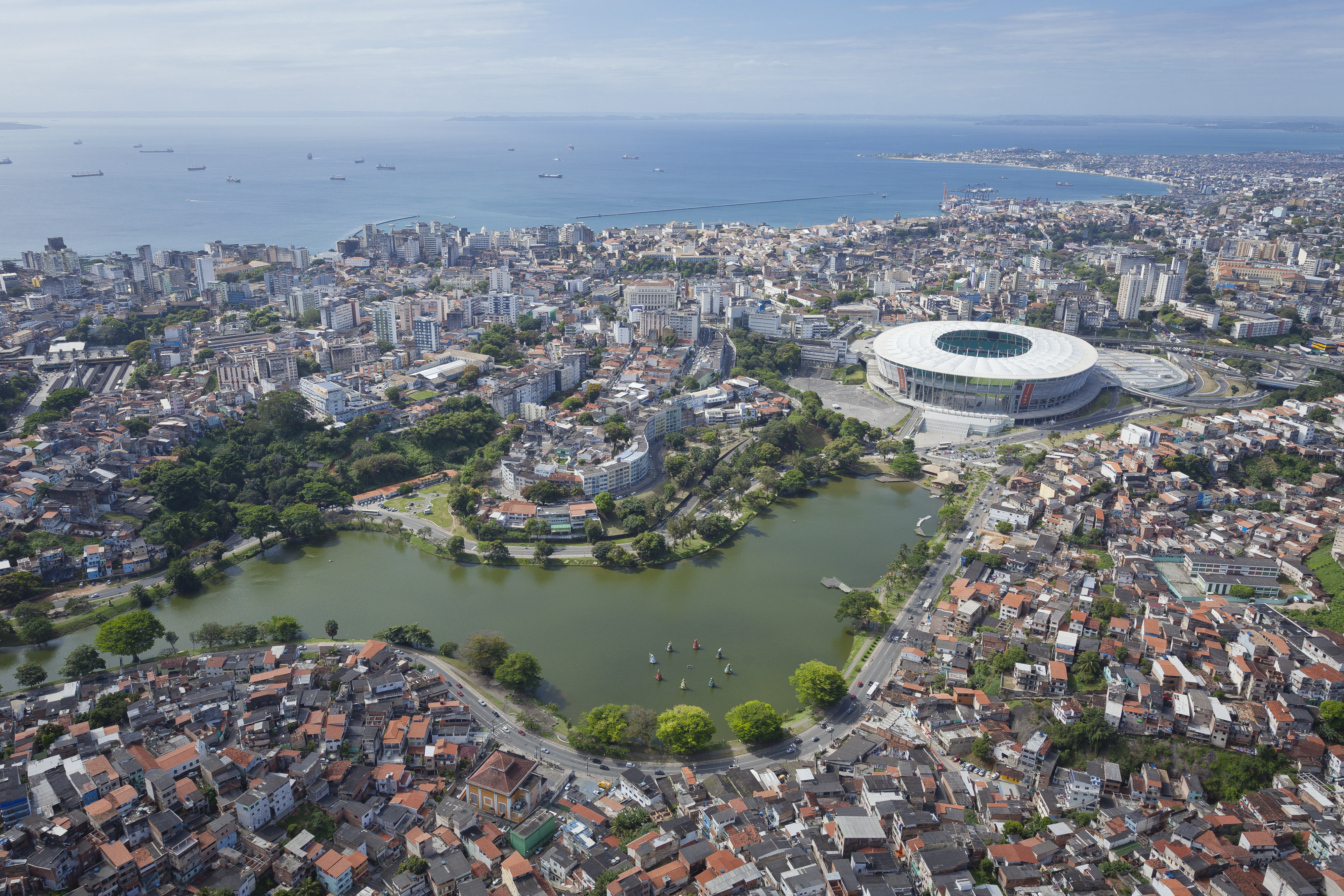
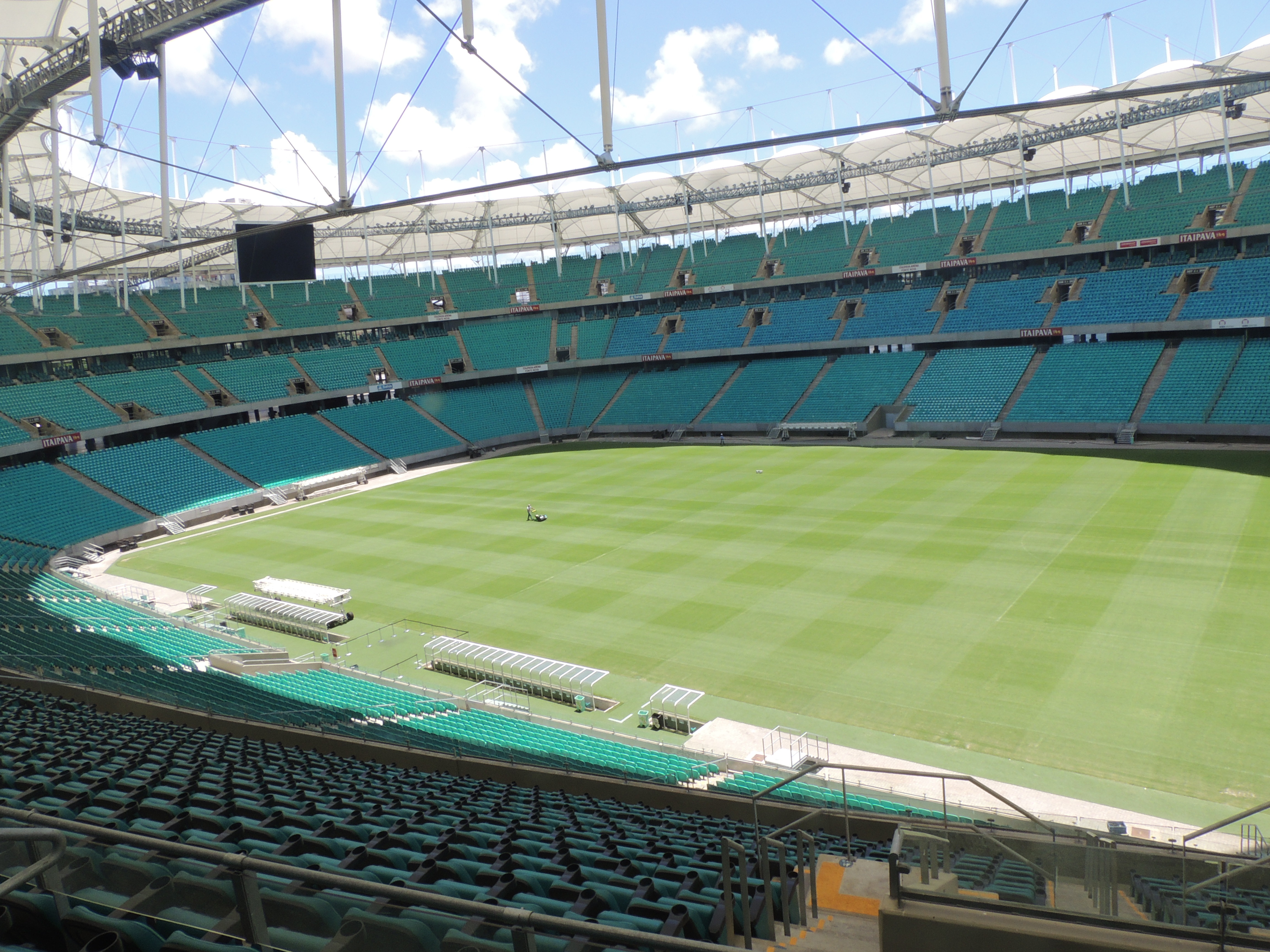
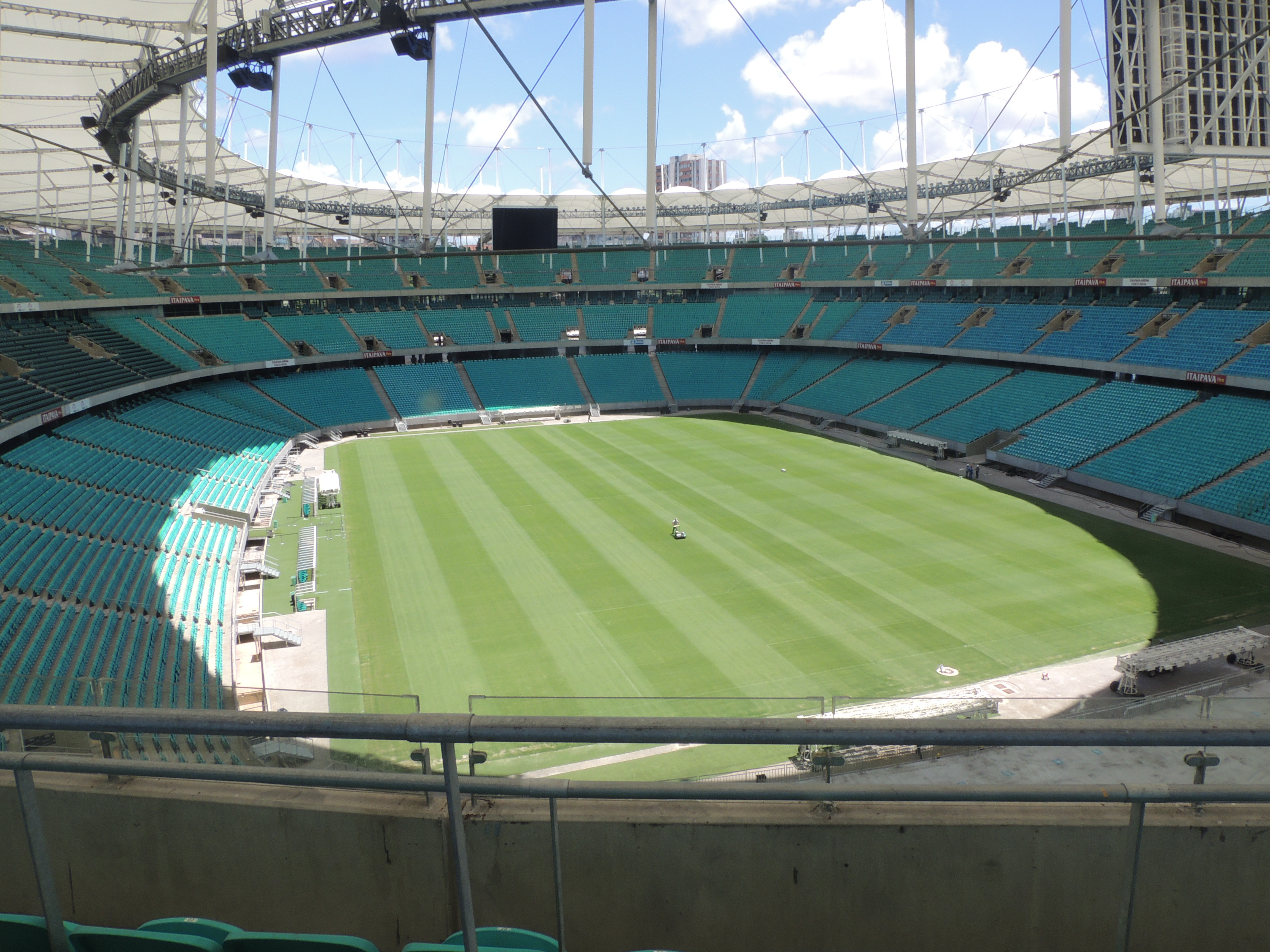

## وصلات خارجية
- Official Website
- Bid inspection report
- skyscrapercity.com - "SALVADOR - Estádio Octávio Mangabeira / Fonte Nova (50,000) - 2014 FIFA WC"